# 克薩比
29°5′52″N 0°58′48″W / 29.09778°N 0.98000°W

克薩比（阿拉伯语：‎），是阿爾及利亞的城鎮，位於該國西部貝沙爾省，由凱爾扎茲區負責管轄，面積2,220平方公里，海拔高度332米，2008年人口3,187，人口密度每平方公里1.4人。